# Фернандес, Иданиа
Иданиа де лос Анхелес Фернандес (исп. Idania de Los Angeles Fernandez, 23 июля 1952, Манагуа — 16 апреля 1979, Леон) — никарагуанская революционерка, член СФНО. Мученица Сандинистской революции, которую ставят в один ряд с Камило Торресом, Че Геварой и Хосе Марти.
С 1973 года семья Фернандес проживала в Панаме, где Иданиа училась в Университете Панамы и впоследствии прошла боевую подготовку. В 1975—1978 годах она участвовала в подпольных операциях в Никарагуа и Коста-Рике на стороне СФНО. В сентябре 1978 году была ранена в руку в боях на южном фронте сандинистского сопротивления. Её кандидатура рассматривалась в качестве участницы операции по захвату здания парламента, но в конечном итоге единственной женщиной, принимавшей в ней участие, оказалась Дора Мария Тельес. В марте 1979 года вернулась в Никарагуа и была отправлена на западный фронт «Ригоберто Лопес».
За несколько месяцев до победы революции, 16 апреля 1979 года, командование западного фронта сандинистов, включавшее Иданию Фернандес, было уничтожено Национальной гвардией. 80 гвардейцев с танками и бронеавтомобилями при помощи доносчика нашли и окружили дом, где находились сандинисты. Все мужчины-сандинисты были безжалостно убиты на месте, женщин задержали, пытали и казнили. Спастись удалось лишь Ане Изабель Моралес, убежавшей с ребёнком на руках. Так как среди убитых революционеров был Эдгар Ланг-Сагаса, отпрыск олигархической семьи, находящейся в родстве с Сомосой, новость быстро облетела информационные агентства мира.